# Antoine Raucourt
Antoine Raucourt (né en 1789 à Charleville, mort en 1841) est un ingénieur du corps des Ponts et chaussées (promotion 1811). Employé par Bérigny à l'introduction de techniques nouvelles de reprographie à l'Ecole royale des Ponts et chaussées (1819), il est chargé de la reconstruction de l'arsenal de Toulon jusqu'en 1820. Envoyé en mission en Russie, où il fait la connaissance de Prosper Enfantin (1821), il y acquiert le grade de colonel dans le corps des ingénieurs des voies de communication. Saint-simonien à son retour en France en 1827, il participe avec Comte en 1830 à la création d'une éphémère université populaire, l’« Association polytechnique » (1830-31), qui connaîtra encore quelques soubresauts jusqu'en 1834, mais en vain. Raucourt fonde une revue d'éducation populaire, L’Éducateur (1836-1839) et entreprend la publication d'un Cours normal de philosophie positive (1834). Simultanément, il soumet à l'Académie des sciences une version améliorée du dynamomètre à lame courbe de Régnier et obtient pour cela le prix Montyon de Mécanique, (1835). Il prend sa retraite en France comme chef du service des Ponts et chaussées de la Haute-Marne.

## Écrits
- Mémoire sur les Expériences Lithographiques Faites à l'École Royale des Points et Chaussées de France (1819), Impr. Aug. Aurel,  Toulon
- Traité sur l'art de faire de bons mortiers et d'en bien diriger l'emploi, ou Méthode générale pratique pour fabriquer en tous pays la chaux, les cimens et les mortiers les meilleurs et les plus économiques (1828), Ed. Lacroix, 358 p.
- « Sur les moyens à employer pour l'entretien et la conservation des routes ; Suivi de l'absence de la méthode dans les écrits qui traitent des arts de construction », Journal du génie civil, des sciences et des arts, vol. 4,‎ 1829, impr. A. Corréart
- Cours de philosophie pratique de la petite industrie. l'art de se former, de se conserver et d'être heureux à peu de frais (1831), Paris, Carilian-Gœury
- L’Éducation positive ou l'art ignoré d'être heureux (1832), Paris, Carilian-Gœury
- Manuel d'éducation positive indispensable à tout le monde (abrégé) (1833), Paris, Carilian-Gœury
- Cours normal de philosophie positive. Première partie : Physique philosophique de l’homme (1834), Paris, Carilian-Gœury.